# Nystalea porgana
Nystalea porgana är en fjärilsart som beskrevs av William Schaus 1906. Nystalea porgana ingår i släktet Nystalea och familjen tandspinnare. Inga underarter finns listade i Catalogue of Life.